# Tarek
Tarek est un prénom masculin d'origine arabe.

## Sens et origine du nom
Ce nom est dérivé du verbe arabe ṭaraqa (طرق) qui signifie « combattre », la forme tariq (طارق ṭāreq) signifiant « combattant ». Les transcriptions les plus fréquentes sont Tarek ou Tarik (pour le Maghreb et les milieux francophones) et Tareq ou Tariq (au Moyen-Orient).
En arabe, il peut se traduire de diverses manières : « étoile du matin » en référence à l'étoile du berger qui permettait aux voyageurs de s'orienter, « voyageur nocturne », « celui qui frappe » ou encore « la voie, la route » ; il existe un féminin, Tariqa, qui désigne la voie ou la méthode religieuse soufie. Ce prénom dériverait du syriaque, où Tarek signifie « noble, bien né ». Le syriaque, comme l'arabe, sont des langues sémites dérivées de l'araméen[réf. souhaitée]. En arabe, la Syrie et les pays avoisinants sont dits « pays de Chem », c'est-à-dire le pays des sémites.
Le prénom est actuellement en vogue dans toutes les confessions musulmanes. Il est aussi porté par des chrétiens arabes.

## Prénom
Tarek, Tarak, Tarik, Tareq ou Tariq sont des prénoms notamment portés par :
- Tariq ibn Ziyad (VIIe siècle-vers 720), militaire et gouverneur omeyyade d'origine berbère ;
- Tariq Abdul-Wahad (1974-), basketteur français évoluant en NBA ;
- Tarek Aziz (1936-2015), homme politique irakien ;
- Tarak Ben Ammar (1949-), distributeur de films français d'origine tunisienne ;
- Tarik Benhabiles (1965-), joueur de tennis français ;
- Tarak Dhiab (1954-), footballeur tunisien ;
- Tarek Lazizi (1971-), footballeur algérien ;
- Tarek Boukensa (1981-), athlète algérien ;
- Tarik Bouguetaib (1981-), athlète marocain ;
- Tariq Chihab (1975-), footballeur marocain ;
- Tarek El-Said (1978-), footballeur égyptien ;
- Tarek Heggy (1950-), intellectuel et écrivain égyptien ;
- Tarek Jarmouni (1977-), footballeur marocain ;
- Tariq Krim (1972-), entrepreneur internet français ;
- Tarek Mitri (1950-), homme politique et intellectuel libanais ;
- Tareq al-Hachemi (1942-), homme politique irakien ;
- Tareq Oubrou (1959-), imam français ;
- Tariq Ramadan (1962-), intellectuel suisse ;
- Tarek William Saab (1962-), homme politique, avocat et poète vénézuélien ;
- Tarik Sektioui (1977-), footballeur marocain ;
- Tariq Luqmaan Trotter (1971-), rappeur américain ;
- Tarek Ben Yakhlef, dit Tarek (1971-), peintre et scénariste de bande dessinée français ;
- Tarek Boushaki (1961-), académicien et chercheur algérien ;
- Tarik Andrieu (1986-), rappeur franco-algérien.

## Toponymie
- Gibraltar (Djebel Tarek), sur la rive européenne du détroit, fait face au Djebel Musa sur la rive africaine : ce sont les deux colonnes d'Hercule des anciens.

## Autre
- Une sourate du Coran porte le titre d'At-Tariq (الطارق), souvent traduit par « L'Astre nocturne ».